# Taux de rotation
 (février 2014).
Si vous disposez d'ouvrages ou d'articles de référence ou si vous connaissez des sites web de qualité traitant du thème abordé ici, merci de compléter l'article en donnant les références utiles à sa vérifiabilité et en les liant à la section « Notes et références ».
Le taux de rotation est un taux utilisé en gestion d'entreprise au niveau par exemple 
- de la gestion du personnel : turnover
- de l'analyse financière : rotation des stocks ou d'autres postes d'actif.

Le taux de rotation est la somme du taux d'entrée et du taux de sortie divisée par 2.
Plus ce taux est élevé, plus les coûts de stockage seront réduits.

## Taux d'entrée, de sortie et de rotation
taux d'entrée : Le taux d’entrée est égal au nombre des recrutements du mois/trimestre rapporté aux effectifs totaux de début de mois/trimestre et multiplié par 100.
taux de sortie: Le taux de sortie est égal au nombre des départs du mois/trimestre rapporté aux effectifs totaux de début de mois/trimestre et multiplié par 100.
taux de rotation : Le taux de rotation est égal à la somme du taux d’entrée et du taux de sortie divisé par 2.